# 아미트리프틸린
아미트리프틸린(amitriptyline)은 수많은 정신 질환 치료에 사용되는 약물의 하나로, 에트라빌(동화약품) 및 에나폰(환인제약)이라는 상품명으로 판매되고 있다. 대상이 되는 정신 질환에는 주요 우울 장애, 불안 장애, 주의력결핍 과다행동장애, 조울증이 포함된다.
아미트리프틸린은 1960년에 처음 발견되었으며, 1961년에 미국 식품의약국(FDA)에 승인되었다. 의료 제도에 필수적인, 가장 효과적이고 안전한 약물인 WHO 필수 약물 목록에 등재되어 있다. 일반의약품으로 구매가 가능하다.
이 약물은 항콜린성 부작용 때문에 고령자에게 금기입니다. 또한, Selective Serotonin Reuptake Inhibitors (SSRIs)를 5주 이내에 복용한 사람에게도 금기입니다. 삼환계 항우울제는 심장마비를 겪은 사람들에게 사용되지 않으며, 양극성 장애, 정신병, 간 및 심장 질환, 당뇨병, 녹내장 또는 배뇨 문제를 가진 사람들에게는 주의하여 사용됩니다. 증상이 개선되기까지 최대 4주가 걸릴 수 있으며, 치료 시작 후 12주가 지나면 재평가가 이루어집니다. 영국과 미국에서는 Elavil이 단종되었으나, 캐나다에서는 여전히 사용되고 있습니다.